# Рубис, Игорь Иванович
Игорь Иванович Рубис (1932 — 1999) — конструктор в области кораблестроения, главный конструктор эскадренных миноносцев проектов 956 и 956-Э.

## Биография
Игорь Иванович Рубис являлся специалистом по теории корабля, качки и управляемости, корабельной архитектуры. С 1956 по 1999 год работал в Северном ПКБ. Последовательно занимал должности конструктора, начальника сектора, начальника отдела, заместителя главного конструктора (1973), главного конструктора (1974); принимал участие в проектировании, строительстве и испытаниях кораблей проектов 1134 и 1134-А; руководил созданием эскадренных миноносцев проектов 956 и 956Э — многоцелевых боевых кораблей океанской зоны, по данному проекту был построен 21 корабль, из них 4 корабля для Китайской Народной Республики на экспорт. С момента вступления в строй и до окончания холодной войны эскадренные миноносцы проекта 956 интенсивно эксплуатировались на различных морских театрах (от Баренцева моря до Персидского залива), активно участвовали в боевой службе советского Военно-Морского Флота, демонстрировали советское военно-морское присутствие в Мировом океане, в том числе и в зонах вооружённых конфликтов. Истории создания эсминца проекта 956 посвящён фильм «Океанский хищник» из цикла документальных фильмов «Ударная сила» телекомпании «Останкино». Также занимался проектированием перспективного корабля класса «эсминец» нового поколения. В 1988 году И. И. Рубису была присвоена Ленинская премия.